# NGC 173
NGC 173 é uma galáxia espiral (Sc) localizada na direcção da constelação de Cetus. Possui uma declinação de +01° 56' 32" e uma ascensão recta de 0 horas, 37 minutos e 12,4 segundos.
A galáxia NGC 173 foi descoberta em 28 de Dezembro de 1790 por William Herschel.